# Narciarstwo dowolne na Zimowych Igrzyskach Olimpijskich 2022 – skicross mężczyzn
Skicross mężczyzn – jedna z konkurencji rozgrywanych w ramach narciarstwa dowolnego na Zimowych Igrzyskach Olimpijskich w Pekinie. Zawodnicy rywalizowali 18 lutego w Genting Snow Park w Zhangjiakou.
Mistrzem olimpijskim został Szwajcar Ryan Regez, a na drugim stopniu podium stanął jego rodak Alex Fiva. Na trzeciej pozycji uplasował się Siergiej Ridzik, reprezentujący Rosyjski Komitet Olimpijski. Obrońca tytułu z Pjongczangu, Kanadyjczyk Brady Leman, zajął szóste miejsce.

## Terminarz
| Data      | Konkurencja  | Godzina rozpoczęcia | Godzina rozpoczęcia |
| Data      | Konkurencja  | Czas CET            | Czas lokalny        |
| --------- | ------------ | ------------------- | ------------------- |
| 18 lutego | Kwalifikacje | 04:45               | 11:45               |
| 18 lutego | 1/8 finału   | 07:00               | 14:00               |
| 18 lutego | 1/4 finału   | 07:35               | 14:35               |
| 18 lutego | 1/2 finału   | 07:54               | 14:54               |
| 18 lutego | Finały       | 08:10               | 15:10               |

## Wyniki

### Kwalifikacje
Źródło:
| Pozycja | Nr | Zawodnik              | Reprezentacja               | Zjazd   | Strata |
| ------- | -- | --------------------- | --------------------------- | ------- | ------ |
| 1.      | 4  | Alex Fiva             | Szwajcaria                  | 1:11,94 | –      |
| 2.      | 29 | Igor Omielin          | Rosyjski Komitet Olimpijski | 1:12,28 | +0,34  |
| 3.      | 24 | Ryo Sugai             | Japonia                     | 1:12,29 | +0,35  |
| 4.      | 14 | Brady Leman           | Kanada                      | 1:12,30 | +0,36  |
| 5.      | 1  | Reece Howden          | Kanada                      | 1:12,37 | +0,43  |
| 6.      | 25 | Jared Schmidt         | Kanada                      | 1:12,39 | +0,45  |
| 7.      | 13 | Ryan Regez            | Szwajcaria                  | 1:12,44 | +0,50  |
| 8.      | 10 | Simone Deromedis      | Włochy                      | 1:12,48 | +0,54  |
| 9.      | 6  | Bastien Midol         | Francja                     | 1:12,55 | +0,61  |
| 10.     | 3  | Johannes Rohrweck     | Austria                     | 1:12,71 | +0,77  |
| 11.     | 9  | François Place        | Francja                     | 1:12,83 | +0,89  |
| 12.     | 5  | Terence Tchiknavorian | Francja                     | 1:12,85 | +0,91  |
| 13.     | 2  | David Mobärg          | Szwecja                     | 1:12,97 | +1,03  |
| 14.     | 15 | Erik Mobärg           | Szwecja                     | 1:13,01 | +1,07  |
| 15.     | 8  | Kevin Drury           | Kanada                      | 1:13,11 | +1,17  |
| 16.     | 18 | Jean Frédéric Chapuis | Francja                     | 1:13,20 | +1,26  |
| 17.     | 17 | Daniel Bohnacker      | Niemcy                      | 1:13,21 | +1,27  |
| 18.     | 7  | Florian Wilmsmann     | Niemcy                      | 1:13,22 | +1,28  |
| 19.     | 12 | Tristan Takats        | Austria                     | 1:13,29 | +1,35  |
| 20.     | 32 | Kiriłł Sysojew        | Rosyjski Komitet Olimpijski | 1:13,36 | +1,42  |
| 21.     | 16 | Joos Berry            | Szwajcaria                  | 1:13,43 | +1,49  |
| 22.     | 31 | Satoshi Furuno        | Japonia                     | 1:13,46 | +1,52  |
| 23.     | 11 | Viktor Andersson      | Szwecja                     | 1:13,49 | +1,55  |
| 24.     | 27 | Tyler Wallasch        | Stany Zjednoczone           | 1:13,55 | +1,61  |
| 25.     | 26 | Adam Kappacher        | Austria                     | 1:13,58 | +1,64  |
| 26.     | 19 | Tobias Müller         | Niemcy                      | 1:13,64 | +1,70  |
| 27.     | 20 | Romain Détraz         | Szwajcaria                  | 1:13,69 | +1,75  |
| 28.     | 30 | Elliott Baralo        | Szwecja                     | 1:13,82 | +1,88  |
| 29.     | 21 | Siergiej Ridzik       | Rosyjski Komitet Olimpijski | 1:13,95 | +2,01  |
| 30.     | 23 | Robert Winkler        | Austria                     | 1:14,05 | +2,11  |
| 31.     | 28 | Oliver Davies         | Wielka Brytania             | 1:14,84 | +2,90  |
| 32.     | 22 | Niklas Bachsleitner   | Niemcy                      | 1:17,53 | +5,59  |

### 1/8 finału
Źródło:
| Pozycja | Nr | Zawodnik              | Reprezentacja | Uwagi |
| ------- | -- | --------------------- | ------------- | ----- |
| 1.      | 1  | Alex Fiva             | Szwajcaria    | Q     |
| 2.      | 17 | Daniel Bohnacker      | Niemcy        | Q     |
| 3.      | 16 | Jean Frédéric Chapuis | Francja       |       |
| 4.      | 32 | Niklas Bachsleitner   | Niemcy        |       |

| Pozycja | Nr | Zawodnik         | Reprezentacja     | Uwagi |
| ------- | -- | ---------------- | ----------------- | ----- |
| 1.      | 8  | Simone Deromedis | Włochy            | Q     |
| 2.      | 9  | Bastien Midol    | Francja           | Q     |
| 3.      | 25 | Adam Kappacher   | Austria           |       |
| 4.      | 24 | Tyler Wallasch   | Stany Zjednoczone |       |

| Pozycja | Nr | Zawodnik              | Reprezentacja | Uwagi |
| ------- | -- | --------------------- | ------------- | ----- |
| 1.      | 5  | Reece Howden          | Kanada        | Q     |
| 2.      | 21 | Joos Berry            | Szwajcaria    | Q     |
| 3.      | 12 | Terence Tchiknavorian | Francja       |       |
| 4.      | 28 | Elliott Baralo        | Szwecja       |       |

| Pozycja | Nr | Zawodnik        | Reprezentacja               | Uwagi |
| ------- | -- | --------------- | --------------------------- | ----- |
| 1.      | 29 | Siergiej Ridzik | Rosyjski Komitet Olimpijski | Q     |
| 2.      | 4  | Brady Leman     | Kanada                      | Q     |
| 3.      | 13 | David Mobärg    | Szwecja                     |       |
| 4.      | 20 | Kiriłł Sysojew  | Rosyjski Komitet Olimpijski |       |

| Pozycja | Nr | Zawodnik       | Reprezentacja | Uwagi |
| ------- | -- | -------------- | ------------- | ----- |
| 1.      | 14 | Erik Mobärg    | Szwecja       | Q     |
| 2.      | 19 | Tristan Takats | Austria       | Q     |
| 3.      | 3  | Ryo Sugai      | Japonia       |       |
| 4.      | 30 | Robert Winkler | Austria       |       |

| Pozycja | Nr | Zawodnik       | Reprezentacja | Uwagi |
| ------- | -- | -------------- | ------------- | ----- |
| 1.      | 11 | François Place | Francja       | Q     |
| 2.      | 6  | Jared Schmidt  | Kanada        | Q     |
| 3.      | 27 | Romain Détraz  | Szwajcaria    |       |
| 4.      | 22 | Satoshi Furuno | Japonia       |       |

| Pozycja | Nr | Zawodnik          | Reprezentacja | Uwagi |
| ------- | -- | ----------------- | ------------- | ----- |
| 1.      | 7  | Ryan Regez        | Szwajcaria    | Q     |
| 2.      | 10 | Johannes Rohrweck | Austria       | Q     |
| 3.      | 26 | Tobias Müller     | Niemcy        |       |
| 4.      | 23 | Viktor Andersson  | Szwecja       |       |

| Pozycja | Nr | Zawodnik          | Reprezentacja               | Uwagi |
| ------- | -- | ----------------- | --------------------------- | ----- |
| 1.      | 18 | Igor Omielin      | Rosyjski Komitet Olimpijski | Q     |
| 2.      | 2  | Kevin Drury       | Kanada                      | Q     |
| 3.      | 15 | Florian Wilmsmann | Niemcy                      |       |
| 4.      | 31 | Oliver Davies     | Wielka Brytania             |       |

### Ćwierćfinały
Źródło:
| Pozycja | Nr | Zawodnik         | Reprezentacja | Uwagi |
| ------- | -- | ---------------- | ------------- | ----- |
| 1.      | 1  | Alex Fiva        | Szwajcaria    | Q     |
| 2.      | 8  | Simone Deromedis | Włochy        | Q     |
| 3.      | 9  | Bastien Midol    | Francja       |       |
| 4.      | 17 | Daniel Bohnacker | Niemcy        |       |

| Pozycja | Nr | Zawodnik        | Reprezentacja               | Uwagi |
| ------- | -- | --------------- | --------------------------- | ----- |
| 1.      | 29 | Siergiej Ridzik | Rosyjski Komitet Olimpijski | Q     |
| 2.      | 4  | Brady Leman     | Kanada                      | Q     |
| 3.      | 5  | Reece Howden    | Kanada                      |       |
| 4.      | 21 | Joos Berry      | Szwajcaria                  |       |

| Pozycja | Nr | Zawodnik       | Reprezentacja | Uwagi |
| ------- | -- | -------------- | ------------- | ----- |
| 1.      | 14 | Erik Mobärg    | Szwecja       | Q     |
| 2.      | 11 | François Place | Francja       | Q     |
| 3.      | 6  | Jared Schmidt  | Kanada        |       |
| 4.      | 19 | Tristan Takats | Austria       |       |

| Pozycja | Nr | Zawodnik          | Reprezentacja               | Uwagi |
| ------- | -- | ----------------- | --------------------------- | ----- |
| 1.      | 7  | Ryan Regez        | Szwajcaria                  | Q     |
| 2.      | 10 | Johannes Rohrweck | Austria                     | Q     |
| 3.      | 15 | Kevin Drury       | Kanada                      |       |
| 4.      | 2  | Igor Omielin      | Rosyjski Komitet Olimpijski |       |

### Półfinały
Źródło:
| Pozycja | Nr | Zawodnik         | Reprezentacja               | Uwagi |
| ------- | -- | ---------------- | --------------------------- | ----- |
| 1.      | 1  | Alex Fiva        | Szwajcaria                  | Q     |
| 2.      | 29 | Siergiej Ridzik  | Rosyjski Komitet Olimpijski | Q     |
| 3.      | 8  | Simone Deromedis | Włochy                      |       |
| 4.      | 4  | Brady Leman      | Kanada                      |       |

| Pozycja | Nr | Zawodnik          | Reprezentacja | Uwagi |
| ------- | -- | ----------------- | ------------- | ----- |
| 1.      | 14 | Erik Mobärg       | Szwecja       | Q     |
| 2.      | 11 | Ryan Regez        | Szwajcaria    | Q     |
| 3.      | 6  | Johannes Rohrweck | Austria       |       |
| 4.      | 19 | François Place    | Francja       |       |

### Finał
Źródło:

#### Mały finał
| Pozycja | Nr | Zawodnik          | Reprezentacja |
| ------- | -- | ----------------- | ------------- |
| 5.      | 8  | Simone Deromedis  | Włochy        |
| 6.      | 4  | Brady Leman       | Kanada        |
| 7.      | 10 | Johannes Rohrweck | Austria       |
| 8.      | 11 | François Place    | Francja       |

#### Finał
| Pozycja | Nr | Zawodnik        | Reprezentacja               |
| ------- | -- | --------------- | --------------------------- |
| złoto   | 7  | Ryan Regez      | Szwajcaria                  |
| srebro  | 1  | Alex Fiva       | Szwajcaria                  |
| brąz    | 29 | Siergiej Ridzik | Rosyjski Komitet Olimpijski |
| 4.      | 14 | Erik Mobärg     | Szwecja                     |